# Liste der Nationalräte des Kantons Jura
Diese Liste zeigt alle Mitglieder des Nationalrates aus dem Kanton Jura seit der Kantonsgründung im Jahr 1979 bis heute.

## Parteiabkürzungen
- CSI: Chrétiens-socialistes indépendants (unabhängige Christlich-Soziale)
- CVP: Christlichdemokratische Volkspartei
- Mitte: Die Mitte
- FDP: Freisinnig-Demokratische Partei, seit 2009 FDP.Die Liberalen
- SP: Sozialdemokratische Partei der Schweiz
- SVP: Schweizerische Volkspartei

## Nationalräte
| Name                 | Partei/Fraktion                | Amtszeit  | Geboren | Gestorben |
| -------------------- | ------------------------------ | --------- | ------- | --------- |
| Dominique Baettig    | SVP                            | 2007–2011 | 1953    |           |
| Pierre Etique        | FDP                            | 1983–1993 | 1945    | 1993      |
| Pierre-Alain Fridez  | SP                             | 2011–     | 1957    |           |
| Valentine Friedli    | SP                             | 1983–1987 | 1929    | 2016      |
| Jean-Paul Gschwind   | CVP (bis 2020) Mitte (ab 2021) | 2011–2023 | 1952    |           |
| Pierre Kohler        | CVP                            | 2003–2007 | 1964    |           |
| François Lachat      | CVP                            | 1995–2003 | 1942    |           |
| Jean-Claude Rennwald | SP                             | 1995–2011 | 1953    |           |
| Gabriel Roy          | CSI                            | 1979–1983 | 1940    | 2001      |
| Alain Schweingruber  | FDP                            | 1993–1995 | 1952    |           |
| Thomas Stettler      | SVP                            | 2023–     | 1969    |           |
| Gabriel Theubet      | CVP                            | 1987–1995 | 1936    |           |
| Jean Wilhelm         | CVP                            | 1979–1983 | 1929    | 2007      |

## Quelle
- Datenbank aller Ratsmitglieder. Website der Bundesversammlung